# Mentone (Alabama)
Mentone és una població dels Estats Units a l'estat d'Alabama. Segons el cens del 2000 tenia 451 habitants.

## Demografia
Segons el cens del 2000, Mentone tenia 451 habitants, 201 habitatges, i 127 famílies. La densitat de població era de 37 habitants/km².
Dels 201 habitatges en un 25,9% hi vivien nens de menys de 18 anys, en un 49,3% hi vivien parelles casades, en un 7,5% dones solteres, i en un 36,8% no eren unitats familiars. En el 33,8% dels habitatges hi vivien persones soles el 16,4% de les quals corresponia a persones de 65 anys o més que vivien soles. El nombre mitjà de persones vivint en cada habitatge era de 2,23 i el nombre mitjà de persones que vivien en cada família era de 2,87.
Per edats la població es repartia de la següent manera: un 23,1% tenia menys de 18 anys, un 7,1% entre 18 i 24, un 21,3% entre 25 i 44, un 27,9% de 45 a 60 i un 20,6% 65 anys o més.
L'edat mediana era de 44 anys. Per cada 100 dones hi havia 90,3 homes. Per cada 100 dones de 18 o més anys hi havia 86,6 homes.
La renda mediana per habitatge era de 24.625 $ i la renda mediana per família de 28.750 $. Els homes tenien una renda mediana de 27.411 $ mentre que les dones 17.656 $. La renda per capita de la població era de 13.561 $. Aproximadament el 13,5% de les famílies i el 12,2% de la població estaven per davall del llindar de pobresa.

## Poblacions més properes
El següent diagrama mostra les poblacions més properes.